# Nesticella benoiti
Nesticella benoiti là một loài nhện trong họ Nesticidae.
Loài này thuộc chi Nesticella. Nesticella benoiti được miêu tả năm 1970 bởi Hubert.